# 沃特金斯 (明尼蘇達州)
沃特金斯（英語：Watkins）是一個位於美國明尼蘇達州米克縣的城市。

## 歷史
沃特金斯的郵局自1887年營運至今。此地由鐵路公司老闆命名。

## 人口
根據2020年美國人口普查的數據，沃特金斯的面積為1.78平方千米，皆為陸地。當地共有人口991人，而人口密度為每平方千米557人。